# Telefonmast

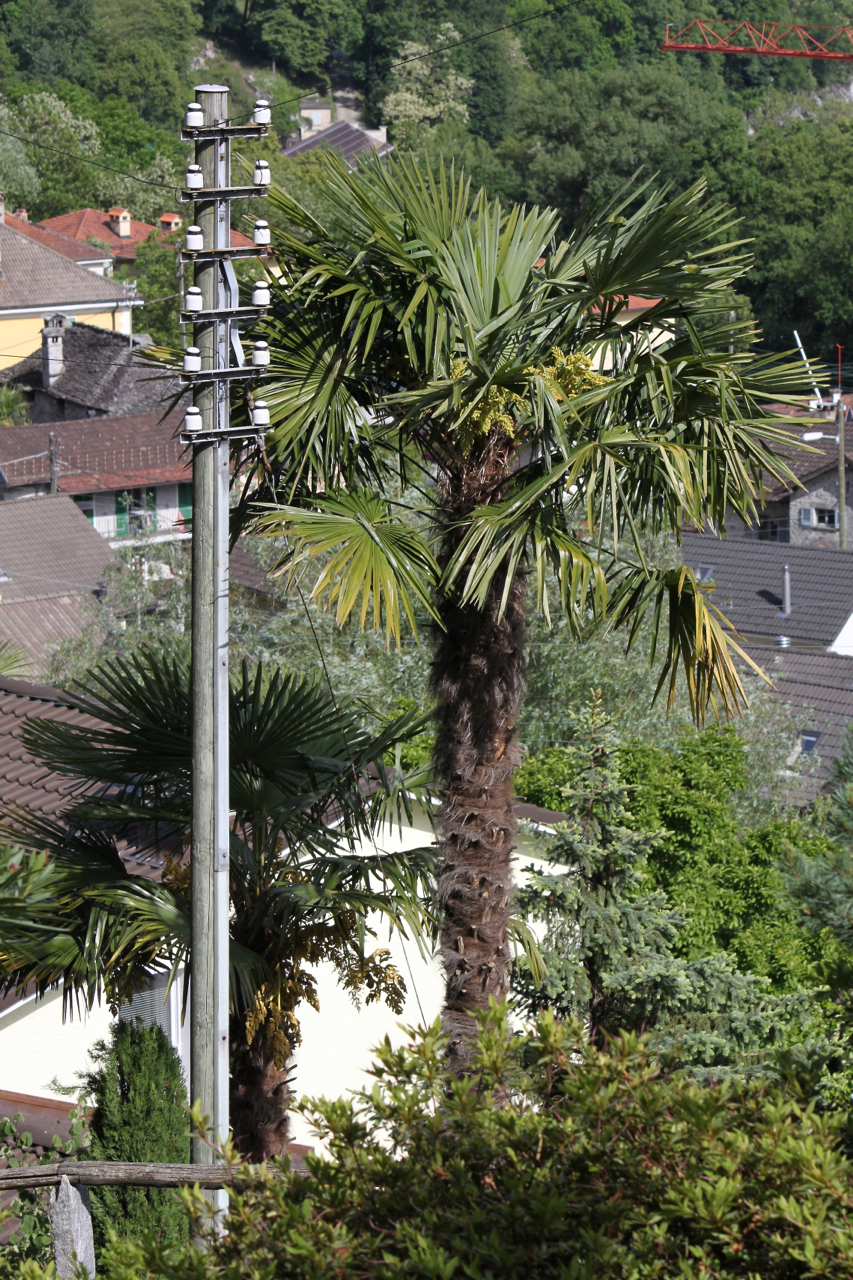
Telefonmast mit Isolatoren in der Schweiz

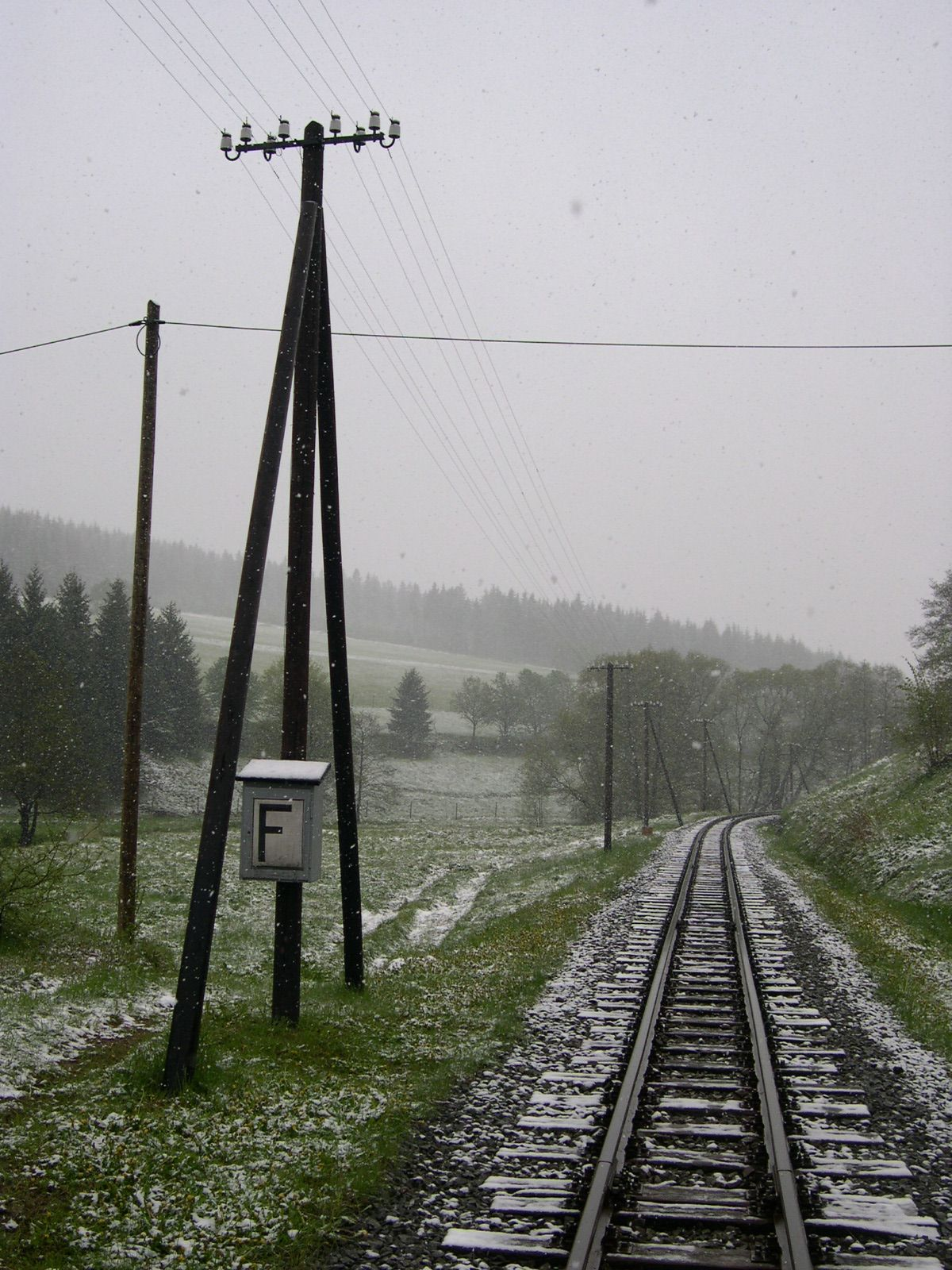
Mast mit Fernsprecherkasten der Streckenfernsprechleitung an der Preßnitztalbahn

Ein Telefonmast (oft auch Telegrafenmast genannt) ist ein Mast, der oberirdisch geführte Fernsprechleitungen trägt. Telefonmasten sind meist aus Holz. Sie können 30 Jahre und länger im Einsatz sein.

## Anwendungsbereiche
Seit 1852, als die Preußische Telegrafenverwaltung die erste oberirdische Telegrafenlinie mit Holzmasten herstellte, ist Holz der dominierende Werkstoff im oberirdischen Linienbau geblieben, was auf folgende Gründe zurückzuführen ist:
- das Nadelholz der Holzmasten besitzt bei geringem Gewicht eine sehr hohe Belastbarkeit,
- Holz lässt sich leicht mit einer Säge, einem Holzbohrer sowie mit dem Holzdechsel bearbeiten,
- im Kostenvergleich mit anderen Materialien (Beton, Eisen, Kunststoff) liegt der Preis eines Holzmasts mit etwa 50 Euro (Stand: 2002) am niedrigsten.

Der Nachteil, der sich daraus ergibt, dass Holz der organischen Natur entstammt, das heißt gegen Pilzbefall, Insektenfraß und andere zerstörende Organismen geschützt werden muss, kann durch entsprechende Imprägnierverfahren unterbunden werden.
Die Erfahrungswerte zu einigen Imprägnierverfahren belaufen sich wie folgt:
Kiefern- und Lärchenhölzer, die in einem Teeröl-Kesseldruckverfahren imprägniert wurden, haben eine Gebrauchserwartung von mindestens 30 Jahren, für Fichten- und Tannenhölzer, mit Chrom-Arsen-haltigen Salzgemischen imprägniert, kann eine Gebrauchsdauererwartung von etwa 20 Jahren zu Grunde gelegt werden.
Ein Telegrafenmast im Odenwald stand 100 Jahre in einem oberirdischen Leitungsverband. Er gehörte zur früheren Telegrafenlinie Fürth (Odenwald) – Erbach, die 1868 in Betrieb genommen wurde.
Im öffentlichen Fernsprechnetz Mitteleuropas wird auf Telefonmasten nur noch isoliertes Fernsprechkabel gezogen, das mehrere Leitungen enthält. Ein derartiges Kabel wird als Luftkabel bezeichnet.
Telefonleitungen mit blanken Drähten (Freileitung) werden dagegen nicht mehr im öffentlichen Fernsprechnetz Deutschlands und vieler westeuropäischer Länder genutzt. Ein Telefonanschluss benötigt jeweils zwei Drähte.
Die letzten Telefonleitungen mit blanken Drähten im öffentlichen Fernsprechnetz dürften in den alten Bundesländern in der zweiten Hälfte der 1970er Jahre, in den neuen Bundesländern gegen 1999 durch Luft- oder Erdkabel ersetzt worden sein. Allerdings lässt sich kein Datum für den Abbau der letzten Fernsprechfreileitung im öffentlichen Fernsprechnetz in Deutschland ermitteln.
Entlang von nicht elektrifizierten Bahnstrecken befinden sich gelegentlich noch Masten der Streckenfernsprechleitungen, sie werden jedoch mit der Einführung von GSM-R zunehmend abgebaut. In der Vergangenheit existierten an vielen Strecken Gemeinschaftsgestänge (Masten) von Bahn- und Postverwaltung, über die auch öffentliche Fernmeldeverbindungen geführt wurden. Wegen der Menge der Leiter waren diese Gemeinschaftsgestänge häufig Doppelgestänge mit je zwei Masten nebeneinander und durchgehenden Traversen.
Die Deutsche Telekom plant vor allem in ländlichen Regionen Deutschlands den Glasfaser-Ausbau auch über Holzmasten.

## Steigeisen

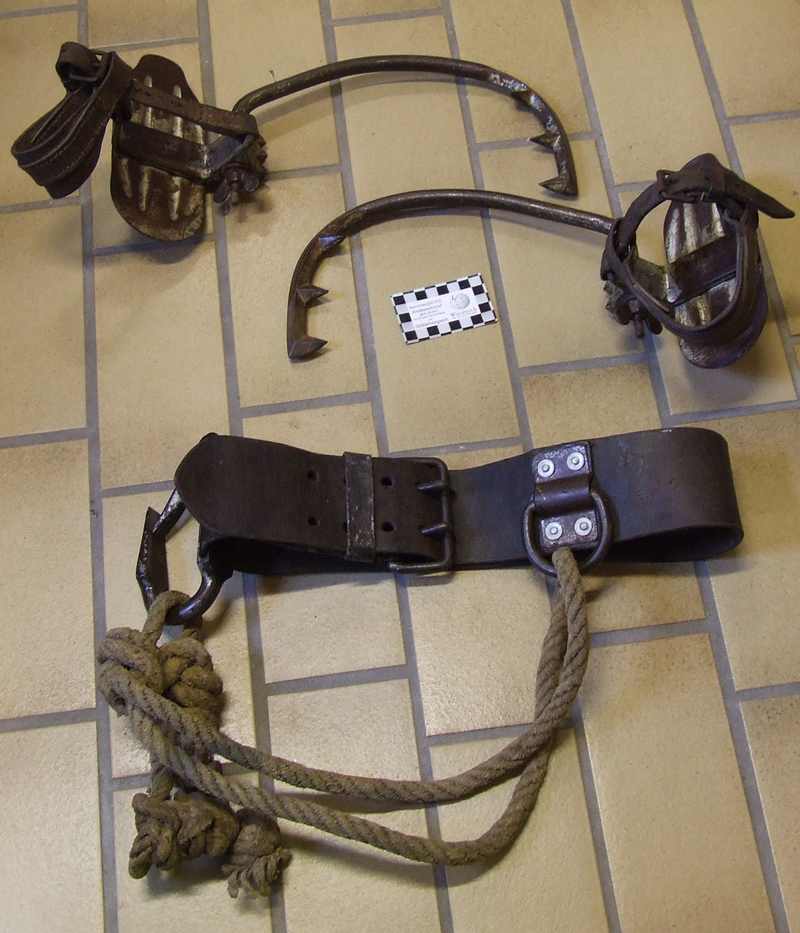
Maststeigeisen und Klettergurt für Telegrafenmasten aus Holz

Telefonmasten werden unter Zuhilfenahme spezieller Steigeisen bestiegen. Diese Steigeisen besitzen einen halbkreisförmigen Bügel, der am linken Steigeisen nach rechts verläuft und am rechten entgegengesetzt. Des Weiteren wird zum Besteigen eines Telefonmastes ein spezieller Klettergurt benötigt. An diesem Gürtel sind zwei Leinen befestigt, die um den Mast gelegt werden und mit Hilfe von Karabinerhaken wieder im Gürtel befestigt werden. Durch diesen Gurt wird verhindert, dass der Kletterer nach hinten wegkippt. Ferner kann sich der Kletterer damit zurücklehnen und so bequem mit beiden Händen arbeiten. Die Klettergurte mussten bis zum Jahr 2004 nur eine Leine mit Karabinerhaken besitzen. Diese Gurte wurden wegen folgender Problematik verändert: Mindestens zwei Masten (Mast 0 und der letzte Mast, manchmal auch dazwischenliegende) einer oberirdischen Linie besitzen eine Strebe, die am oberen Ende des Mastes mit diesem zusammenläuft. Dadurch ist es nötig, die Sicherheitsleine kurzzeitig abzulegen, um sie über die Querlatte zu legen. Es ist vereinzelt vorgekommen, dass beim Einhaken des Karabinerhakens dieser nicht richtig verschlossen wurde oder dass vor dem Einhaken des Karabinerhakens im Gurt der Kletterer abgestürzt ist. Um dies vermeiden zu können, wurden die Klettergurte mit zwei Sicherheitsleinen ausgestattet. So kann eine Leine über die Strebe gelegt werden, während der Kletterer stets gesichert ist. Des Weiteren sind Arbeiten auf Masten nur zulässig, wenn ein zweiter Mitarbeiter/Kollege anwesend ist, der im Notfall helfen kann. Die Steigeisen bleiben fest im Mast verankert, auch wenn der Kletterer nach hinten über kippt.

## Kennzeichnung in Deutschland

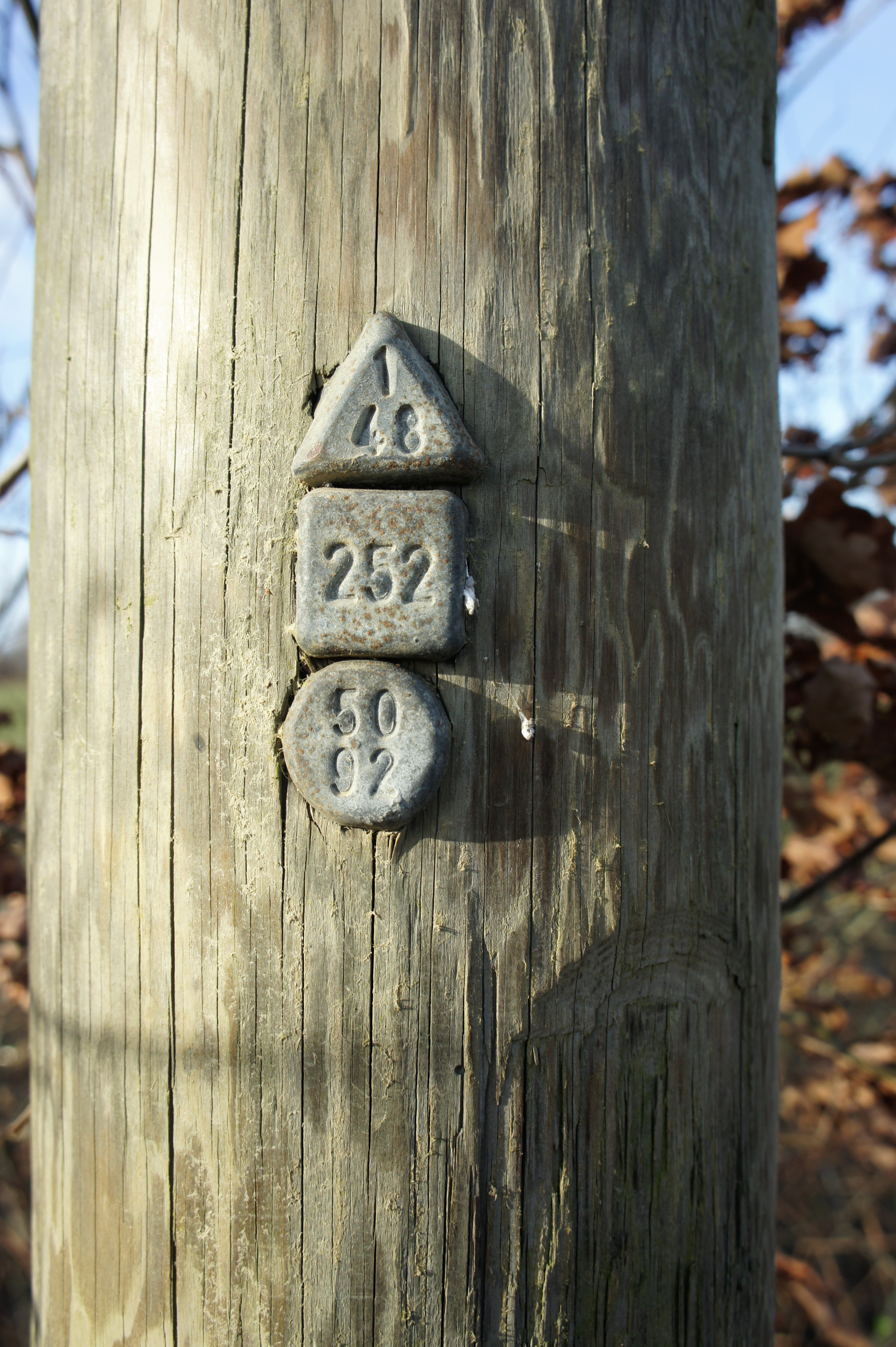
Bezeichnungsnägel an einem Mast in Deutschland

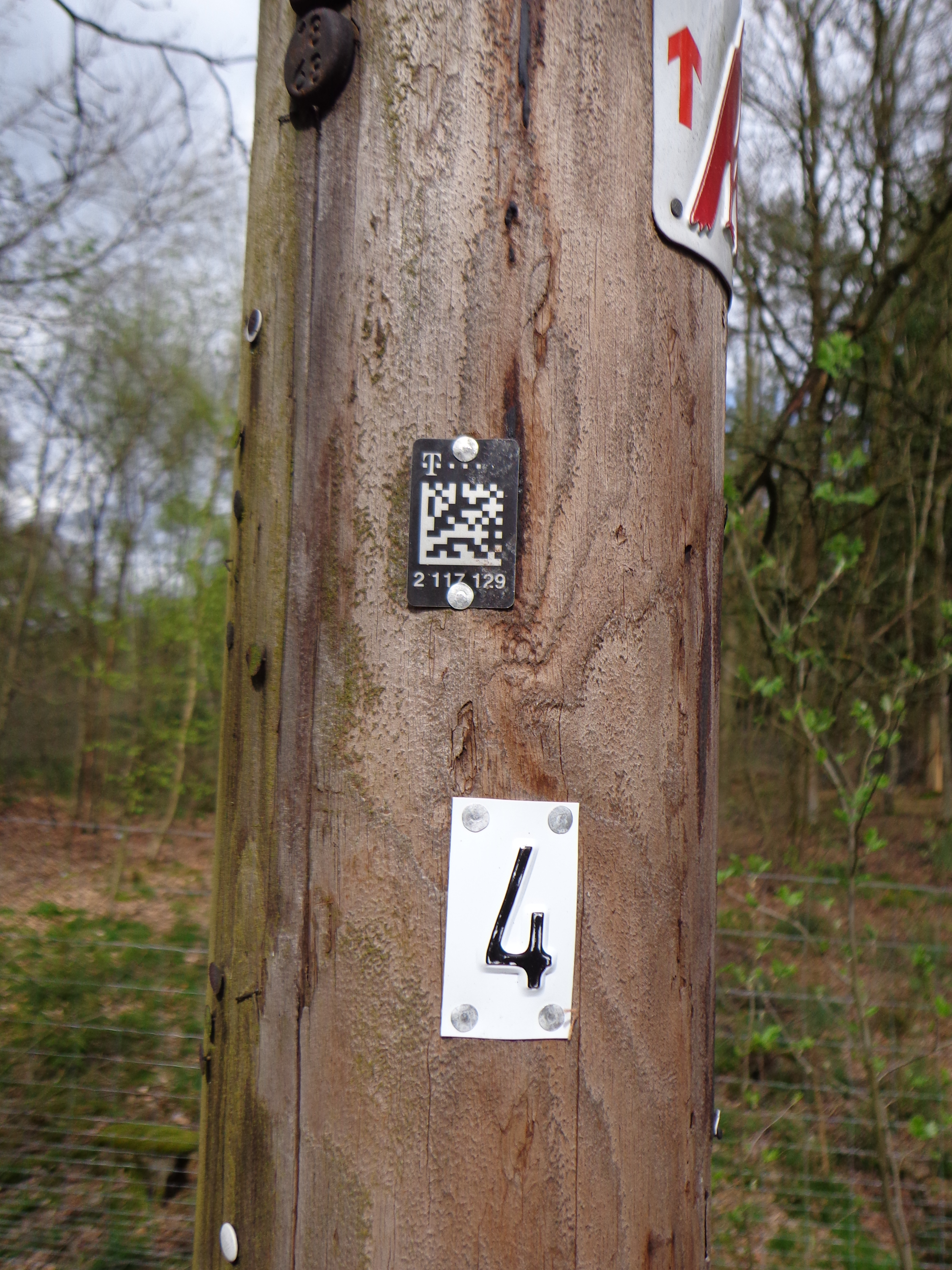
DataMatrix-Code und Abspannpunktnummer an einem Mast

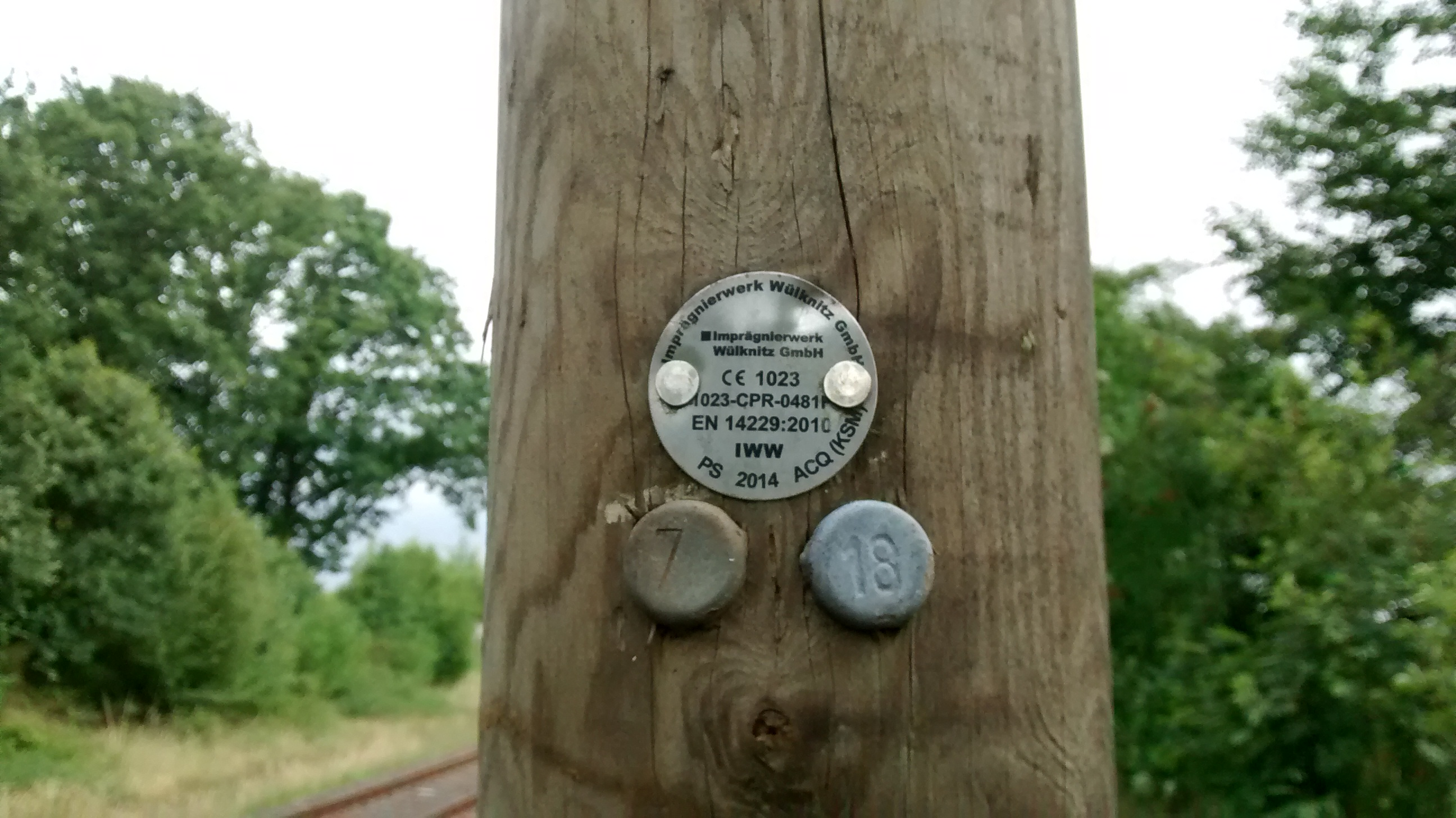
Kennzeichnung nach EN 14229 an einem Mast

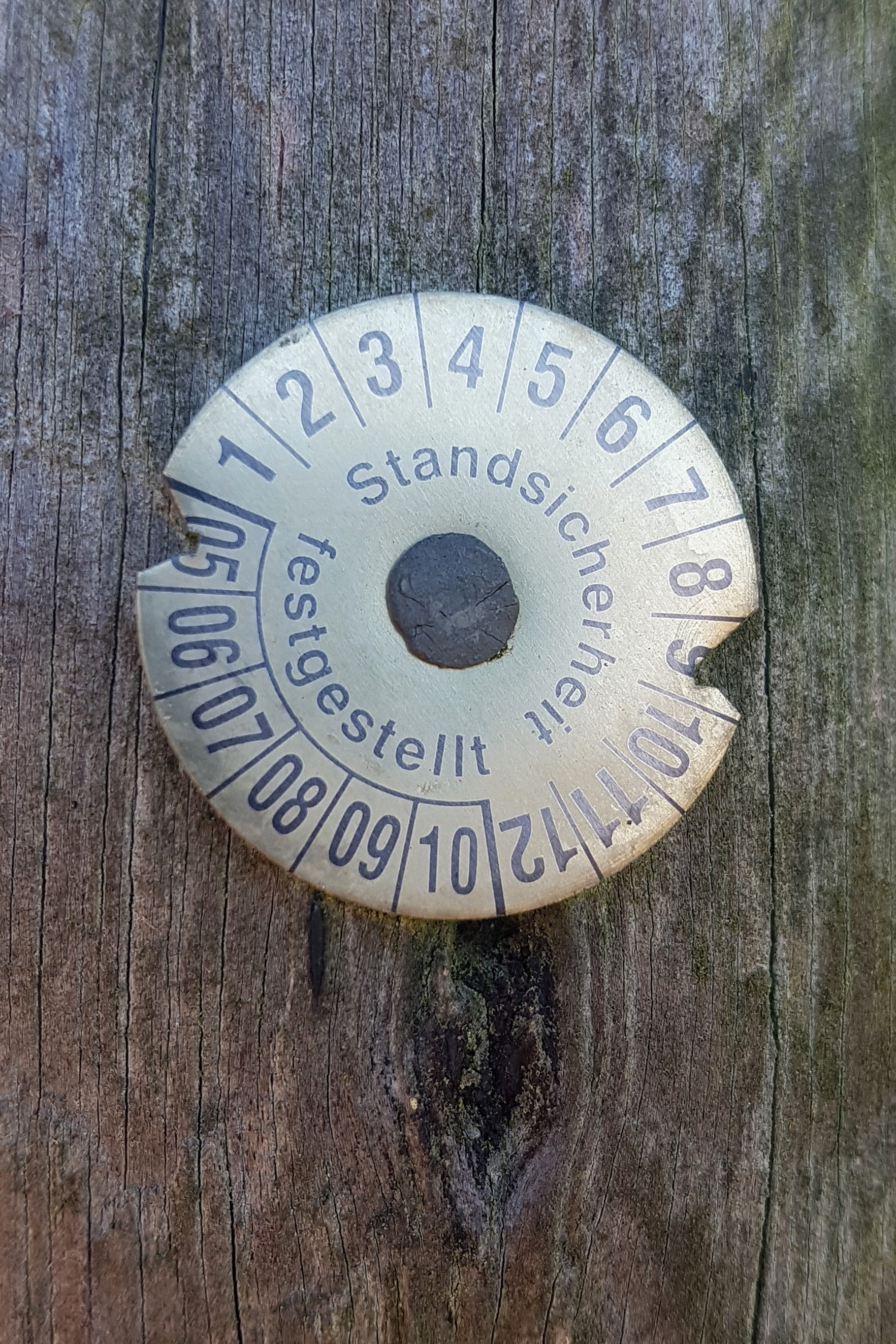
Prüfplakette an einem Mast

Seit 1964 werden die Masten mit drei bis fünf Bezeichnungsnägeln typisiert. Bei der Kennzeichnung mit drei Nägeln gibt der dreieckige die Holzart (1 = Kiefer, 2 = Lärche, 3 = Fichte, 4 = Tanne) und den Holzlieferanten an. Die erste Ziffer auf dem quadratischen Mastnagel gibt das Tränkmittel, die weiteren Ziffern das Tränkverfahren an (z. B. „001“ für „Volltränkung im Kesseldruckverfahren mit chrom-arsen-fluor-haltigen Salzgemischen“ oder „100“ für „Kesseldruckverfahren nach Rüping mit Steinkohlenteeröl“). Auf dem runden ist das Tränkwerk und das Tränkjahr vermerkt. Ein zusätzlicher quadratischer Bezeichnungsnagel wurde angebracht, wenn der Mast einem „Nachschutz“ unterzogen wurde. Dort ist das Nachschutzverfahren und die Jahreszahl der Durchführung angegeben. Bis Ende 1963 wurde auf einem runden Bezeichnungsnagel auch der Fußdurchmesser des Mastes in Zentimetern und das Abnahmezeichen des Güteprüfbeamten der Bundespost angegeben.
Nach DIN EN 14229 „Holzbauwerke – Holzmaste für Freileitungen“ sind diese Angaben allerdings nicht mehr ausreichend. Deshalb wurde eine neue, einheitliche Plakette definiert, welche die geforderten Mindestangaben und weitere Informationen enthält. Diese umfassen zum Beispiel das CE-Kennzeichen und die Nummer des EG-Konformitätszertifikates, Name und Logo des Mastenlieferanten sowie die Kurzzeichen von Holzart und Imprägniermittel.
Die Deutsche Telekom kennzeichnet ihre Telefonmasten heute mit eloxierten Aluminiumschildern, auf denen ein DataMatrix-Code und eine siebenstellige Zahl aufgedruckt ist. Der Code verweist dann innerhalb einer Datenbank zu der eigentlichen Information. Bis 2016 sollten 3.250.500 Etiketten an allen Holzmasten der Deutschen Telekom angebracht werden. Die Telekom hat nach eigenen Angaben 2016 noch mehr als drei Millionen Holzmasten in ihrem Bestand, auf denen mehr als 100.000 Kilometer oberirdische Linien verlaufen.

## Ausführung
Telefon-Luftleitungen verlaufen im Vergleich zu Leitungen des Stromnetzes in relativ niedriger Höhe. Querungen von größeren Straßen erfolgen daher mittels höherer Masten oder aber kurzer Erdleitungen. Holzmasten sind in Österreich typischerweise Weichholzstämme, die leicht konisch abgedreht und dann imprägniert sind. Das Hirnholz am freiliegenden Kopf wird zumeist durch ein sattelförmiges oder kegeliges Blechdach oder eine gewölbte Kunststoffkappe vor eindringendem Regenwasser geschützt. Zumindest um 1993 waren im holzärmeren Slowenien im ländlichen Grenzgebiet zu Österreich noch „krumme“ Masten, also entrindete, doch nicht weiter bearbeitete Baumstämme als Masten (für Telefon oder Netzspannung) zu sehen.

## Entsorgung als Sondermüll
Telefonmasten wurden typischerweise mit Carbolineum („Teeröl“, schwarzer Mast), seltener mit Arsensalz (grüner Mast), imprägniert, was sie extrem witterungsbeständig und langlebig macht. Allerdings ist diese Imprägnierung für Menschen giftig (krebserregend) und der direkte Hautkontakt zu Telefonmasten sollte gemieden werden.
Aus diesem Grund sind alte Telefonmasten als Sondermüll zu entsorgen und dürfen insbesondere nicht verbrannt oder zum Bau von Spielzeugen oder Spielplätzen verwendet werden.